# Umberto Ambrosoli
Umberto Ambrosoli, né le 10 septembre 1971 à Milan, est un avocat et un homme politique italien, candidat à la présidence de la région Lombardie en 2013.